# Regina Lilientalowa
Regina Lilientalowa, nascida Gitla Née Eiger; (24 de novembro de 1875, Zawichost — 4 de dezembro de 1924, Varsóvia). Ela foi uma etnógrafa, tradutora e jornalista polonesa de origem judaica. Ela é conhecida por sua pesquisa pioneira sobre rituais e literatura folclórica judaica.

## Vida
Gitla Eiger nasceu de Moses e Bluma Fayga née Halpern, em uma família tradicional de judeus moderadamente polonizados, descendentes do rabino Akiva Eiger (1761–1837), em Zawichost, que na época fazia parte do Império Russo.   Ela estudou em Sandomierz. Após seu casamento com Nathan Liliental em 1896 na Sinagoga de Szczebrzeszyn, ela se mudou para Varsóvia .  
Lilientalowa teve três filhos: Stanisława (nascido em 1897), Jan (que viveu por apenas sete meses em 1900) e Antoni (nascido em 1908).  Stanisława tornou-se matemático,  enquanto Antoni se juntou ao exército polonês e acabou sendo morto no Massacre de Katyn. 
Lilientalowa faleceu em 4 de Dezembro de 1924 em uma operação fracassada em Varsóvia. 

## Carreira
Lilientalowa queria fazer estudos superiores em Varsóvia, o que era difícil para as mulheres, especialmente para aquelas de origem judaica. Ela começou a frequentar a chamada Universidade Voadora, que organizava cursos em segredo para mulheres, enquanto se educava privadamente no folclore judaico. Sob a orientação de Ludwik Krzywicki, ela expandiu seu conhecimento sobre rituais e literatura popular judaica e começou a publicar nas principais revistas de antropologia da Polônia, Wisła e Lud.  Para ganhar a vida, ela ensinou escrita em iídiche e aritmética em um cheder em Piaseczno (1903/1904), onde também conduziu estudos de campo para seu livro A Criança Judia (1904). Mais tarde, em Varsóvia, ela ensinou história judaica em escolas para meninas judias até 1923, com o polonês como principal língua de instrução 
Lilientalowa publicou suas primeiras obras etnográficas Przesady żydowskie (Superstições judaicas, 1898); Zaręczyny i wesele żydowskie (noivado e casamento judaico, 1900); Wierzenia, przesady i praktyki ludu żydowskiego (Crenças, Superstições e Práticas dos Judeus, 1904–1905). 
Seu foco mudou da cultura judaica contemporânea para costumes e rituais históricos, que ela estudou em traduções para o alemão e o russo e no Talmude iídiche. Mais tarde, Lilientalowa aprendeu hebraico e aramaico para se aprofundar nas tradições talmúdicas, resultando em dois livros bem recebidos, Dziecko żydowskie ( A Criança Judia, 1904, e a segunda parte de A Criança Judia publicada em 1927, após sua morte). Święta żydowskie w przeszłości i teraźniejszości (Feriados Judaicos, no Passado e no Presente, 1909-1918) foi publicado pela Academia de Aprendizagem (Akademia Umiejętności) na Cracóvia.
Seu trabalho incluiu material considerável de investigações de campo de Lublin, Zawichost e Radomski. Ela demonstrou a evolução dos ritos dos principais dias de peregrinação judaica (Pessach, Sabbath e Sucot), os feriados religiosos de Rosh Hashanah e Yom Kippur, e Hanukkah e Purim, que ela vinculou a eventos associados à natureza. 
O interesse de Lilientalowa pelo folclore judaico a levou a traduzir as histórias em iídiche de IL Peretz para o idioma polonês. Estas foram publicadas entre 1901 e 1910.  Ela traduziu canções folclóricas iídiche das coleções de Saul Ginzberg e Peter Marek.  Ela também publicou suas traduções de orações tkhines femininas, com foco em suas propriedades morais, mágicas e curativas. 

## Trabalhos selecionados
- «Przesądy żydowskie». Wisła. XII: 277–284. 1898
- «Przesądy żydowskie». Wisła. XIV: 369–644. 1900
- «Wierzenia, przesądy i praktyki ludu żydowskiego» [Beliefs, superstitions and practices of the Jewish people]. Wisła. XIX: 148–176. 1905
- «Kult ciał niebieskich u starożytnych Hebrajczyków i szczątki tego kultu u współczesnego ludu żydowskiego» [The cult of heavenly bodies among ancient Hebrews]. Archiwum Nauk Antropologicznych. I (6). 1921
- «Ajn-hore». Jidisze Filologie. 4–6: 245–271. 1924
- Dziecko żydowskie. Warsaw: Midrasz. 2007

## Links externos
- Dorota Liliental - Palestra sobre Regina Lilientalowa "Uma intelectual de um shtetl" - Jan Karski Society